# Uramya quadrimaculata
Uramya quadrimaculata là một loài ruồi trong họ Tachinidae.